# Andreína Pérez Aristeiguieta
Andreína Pérez Aristeiguieta (Caracas, Venezuela 1993) es una cineasta y escritora venezolana cuyos filmes y libros han sido publicados en Estados Unidos y diversos países latinoamericanos.

## Biografía
Andreína Eugenia Pérez Aristeiguieta (conocida como Andreína Pérez) nació y creció en Caracas, Venezuela, estudió bachillerato en el Colegio Francia, durante esta época participa en varios concursos de poesía y forma parte del grupo de modelos de las Naciones Unidas en representación del Instituto Francia. Luego de culminar sus estudios de Bachillerato se mudó a la ciudad de Miami, FL en los Estados Unidos.
En el 2013 Andreína Pérez inicia su carrera como actriz de teatro productora, escritora y directora en el MicroTeatro de Miami, una experiencia que vivió durante dos años y que le dio la oportunidad de participar en varios comerciales. Luego de esta experiencia decide mudarse a Los Ángeles, California, para iniciar su carrera como cineasta.
En 2015 logra iniciar su carrera en el mundo del cine al participar como coordinadora de producción en el largometraje “A Week In London” (Reality Queen), en el que participaron reconocidos actores como Julia Faye
West, Denise Richards y Mike Tyson.
Ese mismo año es nominada a mejor comedia y mejor actriz en el Laughlin International Film Festival de Las Vegas por su participación en el cortometraje Second Floor, escrito y dirigido por ella.
El 2016 fue un años de grandes logros para esta cineasta venezolana, Limbus cortometraje en el que participa como productora y asociada de casting fue nominada a mejor film supernatural en el Miami International Science Fiction Film Festival. Este mismo año su cortometraje Mia es galardonado como mejor thriller en el
Los Ángeles Independent Film Festival.
En el 2017 el cortometraje Tito, peace of heaven, producido en 2016 y dirigido de manera conjunta con Joel Seidl es galardonado como mejor cortometraje de drama en el “Hollywood International Moving Picture Film Festival. Este mismo año When Will I Love recibe el premio como mejor drama corto experimental grabado con Iphone en el Los Ángeles International Film Festival.
En 2018 Andreína Pérez decide dedicar mayor tiempo a su carrera como escritora y conferencista, pública, junto a Laura Chimaras el libro Contratiempo: memorias, secuencias, tiempo, con Createspace Independent Publishing Platform.
La rápida aceptación del libro impulsó a Andreína a realizar junto a Laura Chimaras una gira promocional de la conferencia Pasiones Narcóticas por varios países de Latinoamérica, en la conferencia se tocan temas como la literatura y el pensamiento lateral, como un medio para impulsar a los jóvenes perseguir sus sueños,
A finales de ese año publica su primer libro como autor independiente Joder... Siempre acabo amándote, el cual fue lanzado oficialmente en Madrid, España a principios de 2019; la obra publicada por Independently published es una compilación de varios escritos en los que se describe los diferentes tipos de amor que se pueden vivir a lo largo de la vida.
En 2019 Andreína Pérez pública su primera novela Tito, peace of heaven, basado en el cortometraje homónimo de su autoría, la obra editada por Independently published es un propuesta novedosa en la cual se fusiona el formato literario y el formato de guion de cine, el libro contiene diversas ilustraciones gráficas.
Junto a Alejandro Sequera pública a mediados de 2019 el poemario Meteoro: lo fugaz también es eterno, el cual es parte de una saga en la trabajan juntos ambos autores, la próxima entrega titulada Saturno, se espera sea publicada en el venidero 2021.

## Producciones

### Unspoken Bonds (El silencio que nos une)
"Unspoken Bonds" explora la fortaleza de una familia que enfrenta problemas matrimoniales, una hija desafiante y despierta, y la tarea de lidiar con el comportamiento errático de su hijo menor. Posteriormente, quedan bajo la supervisión de los servicios sociales. A lo largo de la terapia grupal, salen a la luz secretos familiares guardados durante mucho tiempo, lo que los lleva a contemplar una decisión que podría cambiar sus vidas. En el proceso, replanteando la esencia de la familia, resaltando la resiliencia y la determinación necesarias para enfrentar la adversidad mientras protegen el bienestar de sus hijos..

### Second Floor
Second Floor es el primer cortometraje dirigido y actuado por Andreína en el 2015, interpreta a Olivia una joven empresaria que va retrasada a una reunión de trabajo y se queda atrapada en el elevador con un apuesto joven.

### Tito: Peace of Heaven
Producido y estrenado en 2016, Tito: Peace of Heaven es una historia basada en hechos reales y creada en honor a Alberto Cohen (2006-2012). Luego de sufrir un accidente que la deja inconsciente Andreína es llevada al área de cuidados intensivos, allí conoce a Tito a través de sus sueños, quien se encontraba tras ahogarse en una piscina.
Luego de esta experiencia la conexión entre Tito y Andreína se mantuvo por varios años a través de los sueños de Andreína; tras el fallecimiento de Alberto “Tito” Cohen, su madre crea la Fundación Dejando Mi Huella, en la que Andreína participa; ella considera que su relación con Tito le dio la fuerza para continuar con su vida.
El cortometraje narra la historia de una adolescente rebelde, que luego de un fallido intento de suicidio, conoce a Tito, un pequeño de 3 años que se encuentra en coma tras un trágico accidente en una piscina; ambos establecen una relación a través de sueños, lo cual ayuda a la joven a recuperar sus ganas de vivir gracias a la a inspiración de este pequeño ángel.

### When Will I Love
Dirigido y escrito por Andreína Pérez este cortometraje grabado con iPhone narra la historia de una joven mujer que decide dar un giro de 180 grados a su vida, comienza a cambiar su estilo de vida y a escribir una carta cada día a su exnovio, como si ese fuera su último día en la tierra.
When Will I Love filmado y producido en 2017 como proyecto experimental grabado con un Iphone 7, contó con la participación de la actriz Laura Chimaras y fue galardonado con el premio al mejor drama corto experimental grabado con Iphone en el Los Ángeles International Film Festival.

### A Week In London
En 2015 Andreína Pérez trabaja en este largometraje hollywoodense en el que participan actores como Julia Faye West, Denise Richards y Mike Tyson; la joven caraqueña se desempeña como coordinadora de producción en esta obra dirigida y coescrita por Steven Jay Bernheim y producida por London Film / Tanner Gordon Productions.

## Obras

### Contratiempo (Coescrito con Laura Chimaras)
Contratiempo: memorias, secuencias, tiempo, es una obra literaria escrita por Andreína Pérez y Laura Chimaras, las autoras cuentan una historia entre dimensiones y realidades alternativas, juegan con la ilusión del tiempo, el espacio y las realidades alternas para plasmar esta historia que comparte las fronteras entre la realidad y la fantasía, las mismas autoras han confesado que juegan con la relatividad.

### Joder... Siempre acabo amándote
Su primer poemario, publicado a finales del 2018 y lanzado en Madrid a principios de 2019, a través de cada uno de sus poemas Andreína nos cuenta sobre las experiencias amorosas a lo largo de su vida, se trata de una recopilación de los escritos de su adolescencia que han sido divididos en las etapas que ha seguido en ella el amor, entre ellas, el primer amor, el apego sexual, el amor de verano y el amor platónico.

### Tito, entre el wao y el ajá (Spanish Edition)
Edición en español de la novela Tito, peace of heaven de Andreína Pérez Aristiguieta, basada en la historia de su relación con Tito Cohen, un pequeño que niño durante cinco años se mantuvo en estado de coma tras ahogarse en una piscina, Andreína mantiene una relación con este niño a quien ella considera un ángel a través de sus sueño.
Una inspiración que guía a la autora para poder reencontrar su camino y ganas de vivir. Andreína asegura que Tito dio su vida para que ella encontrará su camino. La novela fue publicada en 2019 por Independently published.

### Tito, peace of heaven (Special Edition)
Edición en idioma inglés de la novela de Andreína Pérez, basada en su experiencia de vida y el cortometraje homónimo producido y estrenado en 2016, esta novela fue publicada en 2019 por Independently published.

### Meteoro, Lo fugaz también es eterno
Un poemario escrito entre Andreína Pérez y Alejandro Sequera (autor de Mi Viaje Sin Ti), a través de sus poemas los autores la vida más allá del ser y del estar, nos muestran que somos estrellas fugaces y que nuestro viaje en este plano puede terminar en cualquier momento, por lo que hay que vivir la vida plenamente. El poemario fue publicado por Independently published en 2019.